# Ilustracija
Ilustracija (latinski) je crtež ili slika koja tumači, dopunjuje ili urešava neki tekst; odražava stil i ukus vremena te manire autora. Dokumentarističkoj ilustraciji je cilj što vjernije prikazati neki predmet ili događaj, a veliko je značenje imala prije izuma fotografije. U dječjoj knjizi ilustracija može prevladavati nad tekstom ili ga potpuno zamijeniti (slikovnica).
U kataložnom opisu, ilustracija je zajednički naziv za crteže, note, slike i sve druge grafičke radove ako se javljaju zajedno.

## Povijest
Ilustracija je veoma stara umjetnička forma, i javlja se kao vjerski prizori na papirusu u Starom Egiptu. U Europi su najstarije rimske ilustracije iz 6. st., a u srednjovjekovnim kodeksima su započele kao oslikavanje početnih riječii (inicijal), a kasnije su minijature ispunjavale cijelu stranicu knjige urešeni temperom i pozlatama. Pored kršćanskih, postoje i brojni primjeri iluminiranih rukopisa u Islamu i drugim religijama, s razlikom u motivima, prikazima, ornamentici i tehnici.
Sa sve većom sekularizaciom društva, minijature su ukrašavale i osobne molitvenike, skolastičke radove, herbarije, karte za igru i dr. Troškovi njihove izrade su bili visoki sve do uvođenja papira koji je u Europu stigao iz Kine zahvaljujući Marku Polu. Tada su se ilustracije umnožavale postupkom ksilografije (drvorez) - urezivanjem u drvene ploče odvojeno od teksta.
Izumom tiska krajem 15. stoljeća tržište knjiga se još više proširilo, a tehnika bakropisa omogućila je finiju i detaljniju izradu ilustracija. U isto vrijeme nastaju raskošni renesansni prikazi poput Botticellijeve ilustracije Danteovih djela.
Kada su se u 17. stoljeću pojavile prve dnevne novine i magazini, oslanjali su se na litografske ilustracije. Ilustracije su bile osobito popularne u književnim djelima u doba romantizma, kada se javlja najveći broj znamenitih autora (William Blake, Gustave Doré). U 19. stoljeću je uporaba jeftinijih fotomehaničkih postupaka, osobito u knjigama i časopisima namijenjenima širokoj potrošnji.
Američko "zlatno doba ilustracije" trajalo je od 1880-ih pa do svršetka Prvog svjetskog rata (premda su se karijere nekih „zlatnih“ ilustratora nastavile i nekoliko desetljeća kasnije). To je bilo vrijeme novina, časopisa, i ilustriranih knjiga kao najdominantnijih medija. Razvitak tiskarske tehnologije i prvi dizajni pokreta Arts and Crafts inspiriraju ilustratore do isprobavanja novih tehnika i boja. Vodeći umjetnici bili su: Walter Crane, Edmund Dulac, Aubrey Beardsley, Arthur Rackham i Kay Nielsen. Američki ilustrator Brandywine Valley je slikao tradicionalno, dok je noviji stil je započeo Howard Pyle, a nastavili njegovi studenti u koje spadaju N.C. Wyeth, Maxfield Parrish, Jesse Willcox Smith i Frank Schoonover.
Pojava fotografije je opasno ugrozila ilustratore, crtače i slikare. Na prijelazu iz 19. u 20. stoljeće, secesija je snažno utjecala na knjižnu ilustraciju, boju i uvez knjiga. U Hrvatskoj su Ljubo Babić, Tomislav Krizman, D. Melkus i dr. u secesijskom stilu opremili veliki broj knjiga. U 20. stoljeću dominira upotreba crno-bijele ili kolor fotografije. 1950-ih godina ilustracija je počela gubiti dah i posljednji veliki ilustratori su: Norman Rockwell, Harry Anderson, Boris Artzybasheff i Charles Kerins.
U današnje vrijeme, nasuprot dječjoj literaturi, ilustracije rijetko ukrašavaju knjige za odrasle, s izuzetkom njihovih korica. S jedne strane ovim su ilustratori dobili veliku slobodu pri izboru tehnika i stila pa su stvarali prava umjetnička djela. S druge strane, tržiste je postalo veoma suženo, čak u i današnjem svijetu reklama. Danas se za ilustriranje uveliko koriste fotografija i računarska tehnologija. Interes za umjetnost knjiške ilustracije, postera i časopisa iz dana u dan sve više i više raste. Danas postoje i muzejske izložbe, časopisi i katalozi posvećeni ovoj vrsti primijenjene umjetnosti.

## Galerija slavnih ilustratora
- William Hogarth, Pivska ulica (ilustracija pjesme Beer Street and Gin Lane, 1751.)
- Viktor Vaznjecov, Leteći tepih (Tisuću i jedna noć, 1880.)
- Walter Crane, Kralj Midija (A Wonder Book for Boys, 1893.)
- Aubrey Beardsley, Apoteoza (Oscar Wilde, Saloma, 1893.)
- Ivan Bilibin, Vasilisa premudra (Ruska narodna pripovijetka, 1899.)
- N. C. Wyeth, Lancelot i Ginevra (Sir Thomas Malory, The Boy's King Arthur, 1922., str. 278.)
- Maxfield Parrish, Ali Baba (Tisuću i jedna noć, 1909.)
- Norman Rockwell, Perpetum mobile (Naslovnica Popular Science magazina, 1920.)

## Poveznice
- Primijenjene umjetnosti
- Grafički dizajn

## Vanjske poveznice
- Hrvatska ilustracija u svijetu  Arhivirana inačica izvorne stranice od 22. prosinca 2008. (Wayback Machine)
- Matica Hrvatska  Arhivirana inačica izvorne stranice od 5. lipnja 2010. (Wayback Machine) - Bijenale ilustracija
- Treći hrvatski bijenale ilustracije[neaktivna poveznica]